# Fernando Campos (futebolista)
Fernando Campos (1921) foi um futebolista chileno. Ele competiu na Copa do Mundo FIFA de 1950, sediada no Brasil.